# Улху
Улху — город, располагавшийся у подножия горы Кишпал, на которой в своё время для его охраны была заложена крепость Сардурихурда (урарт. URUSarduriḫurda), в провинции Сангибуту древнего государства Урарту, захваченной царём Менуа (810 г. — 786 г. до н. э.) ещё в период своего царствования.
В реляции, составленной одним из подчинённых Саргона II, указывалось на наличие в городе дворца урартского монарха, а также мощной оросительной системы: большого числа каналов, арыков, кяризов и плотин, насыпка которых по приказу Русы I осуществлялась при содействии двугорбых верблюдов. В окрестностях Улху располагались благоухающие сады, луга и виноградники. Однако в ходе ведения военных действий с Ассирией в 714 году до н. э. они, наряду с находившимися в области населёнными пунктами, в том числе и крепостью Сардурихурда, подверглись опустошению и уничтожению, однако население сумело бежать в горы.
Я, как владыка, вошел в Улху, город запасов (?) Урсы, я вошел победоносно во дворец, в его царственное жилище. Его крепкую стену, сделанную из острых горных камней, я велел, разбить железными кирками и мечами, как глиняный горшок, и сравнять с землей. Длинные кипарисовые стволы, кровлю дворца его, я сорвал, заставил обработать [топо]рами (?) и забрал в Ассирию. Я открыл его полные амбары, его обильными запасами, без числа, накормил мое войско. Я вступил в его сокрытые винные подвалы, и многочисленные воинства Ашшура черпали из больших (?) и малых (?) мехов душистое вино, как речную воду. Каналу, — потоку питающему его, — я заткнул выход и св[ежу]ю воду его превратил я в болото, арыки, [отведенные] от его русла, я [...........], их подземные трубы (?) показал я солнцу. В его прекрасные сады, украшение его города, полные плодовых деревьев и лоз и как небесный ливень [............], во[рвал]ись мои сильные воины и дали греметь железным топорам, как Ададу. Многочисленные их плодовые деревья они порубили, чтобы в битве никогда жители не оставляли сердечного страха, вовеки веков чтоб томились неисполнимым желаньем. Его большие стволы, украшенье дворца его, я рассыпал, как полову (?), город славы его я предал позору, ниспроверг его область. Эти стволы и деревья, сколько я нарубил, я собрал, насыпал кучей и сжег огнем. Их обильный урожай, как тростник, не имеющий счета, я вырвал с корнем, ни колоса не оставил для восстановления после разрухи. Его прекрасную землю, имевшую цветом вид лазурного камня, ибо в окрестностях были насажены цветы и растения, я затопил, как Адад, повозками, конницей, поступью воинов, и луг, надежду коней его, превратил я в пустырь.Письмо Саргона II к богу Ашшуру с описанием похода против Урарту 714 г. до н. э.
Помимо принадлежности ряда городских земель царю, часть их находилась во владении или собственности отдельных лиц, а также их семейных и сельских общин.